# Brocard-sejtés
| n                                                                                     | {\displaystyle p_{n}} | {\displaystyle p_{n}^{2}} | Prímszámok               | {\displaystyle \Delta } |
| ------------------------------------------------------------------------------------- | --------------------- | ------------------------- | ------------------------ | ----------------------- |
| 1                                                                                     | 2                     | 4                         | 5, 7                     | 2                       |
| 2                                                                                     | 3                     | 9                         | 11, 13, 17, 19, 23       | 5                       |
| 3                                                                                     | 5                     | 25                        | 29, 31, 37, 41, 43, 47   | 6                       |
| 4                                                                                     | 7                     | 49                        | 53, 59, 61, 67, 71…      | 15                      |
| 5                                                                                     | 11                    | 121                       | 127, 131, 137, 139, 149… | 9                       |
| {\displaystyle \Delta } jelölje {\displaystyle \pi (p_{n+1}^{2})-\pi (p_{n}^{2})}-et. |                       |                           |                          |                         |

A számelmélet területén a Brocard-sejtés azt mondja ki, hogy (pn)2 és (pn+1)2 között legalább 4 prímszám található, ha n > 1, és pn az n-edik prímszámot jelöli. Henri Brocard francia matematikus mondta ki, széles körben igaznak vélik, de jelenleg (2016) nem bizonyított.
Az egymást követő prímszámok négyzetei közötti prímek számát a következő sorozat adja meg: 2, 5, 6, 15, 9, 22, 11, 27, ...  A050216.
A Legendre-sejtésből, miszerint egymást követő egész számok négyzetei között legalább egy prímszám van, következik, hogy a pn ≥ 3 prímszámok négyzetei között legalább két prímszám található, hiszen pn+1 - pn ≥ 2.